# Río Patía
Le río Patía est un fleuve de Colombie, qui a son embouchure dans l'Océan Pacifique.

## Géographie
Le río Patía prend sa source dans la cordillère Centrale, dans le département du Cauca, non loin de la source du río Cauca. Il coule ensuite vers le sud, séparant les cordillères Centrale et Occidentale, avant d'obliquer vers l'ouest à travers les montagnes pour se jeter dans l'Océan Pacifique, après un parcours total de 400 km, , .
Le río Patía reçoit quelques cours d'eau importants, tels que le río Guáitara et le río Telembí.

## Toponymie
Le nom du río Patia signifie "canot" en guambiano, langue barbacoane parlée dans le sud-ouest de la Colombie.